# ویلم فلاسر
ویلم فلاسر (انگلیسی: Vilém Flusser; ۱۲ مهٔ ۱۹۲۰ – ۲۷ نوامبر ۱۹۹۱) فیلسوف، نویسنده، روزنامه‌نگار، عکاس، و استاد دانشگاه اهل جمهوری چک بود.
او برای مدت طولانی در سائو پائولو (جایی که او شهروند برزیل شد) و بعد در فرانسه زندگی کرد و آثار او در چندین زبان نوشته شده‌است.
کار ابتدایی او با بحث دربارهٔ تفکر مارتین هایدگر و تأثیر اگزیستانسیالیسم و پدیده شناسی مشخص شد.
پدیده‌شناسی نقش مهمی در گذار به مرحله بعد کار او بازی می‌کند، که در آن توجه او را به فلسفۀ ارتباط و تولید هنری تبدیل می‌کند.
او به دوچیزه در تاریخ کمک کرد: دورۀ عبادت تصویری و دورۀ عبادت متن، با انحراف در نتیجه به بت‌پرستی و "textolatry".